# Oxicesta geographica
Oxicesta geographica là một loài bướm đêm trong họ Noctuidae.

## Hình ảnh

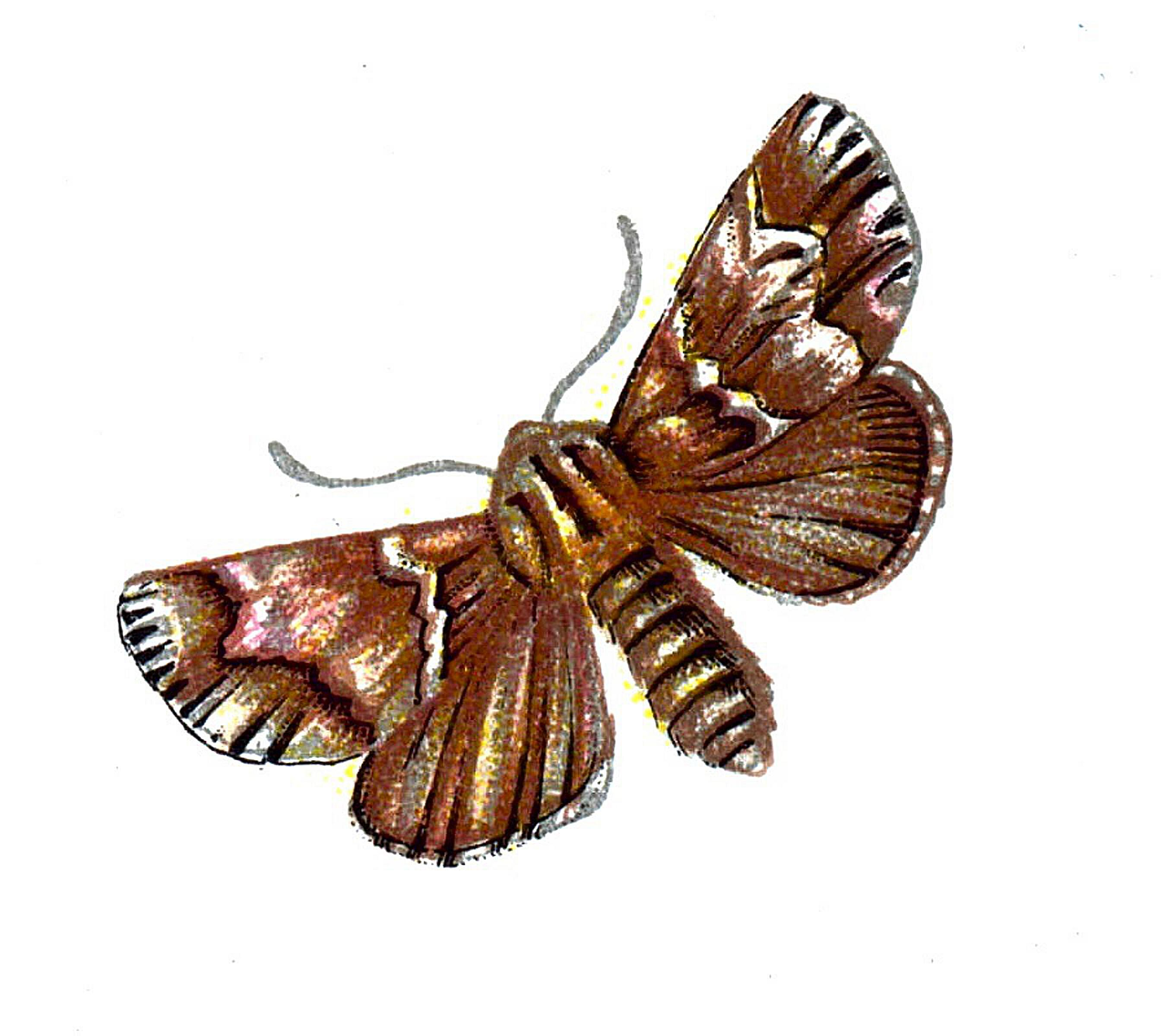
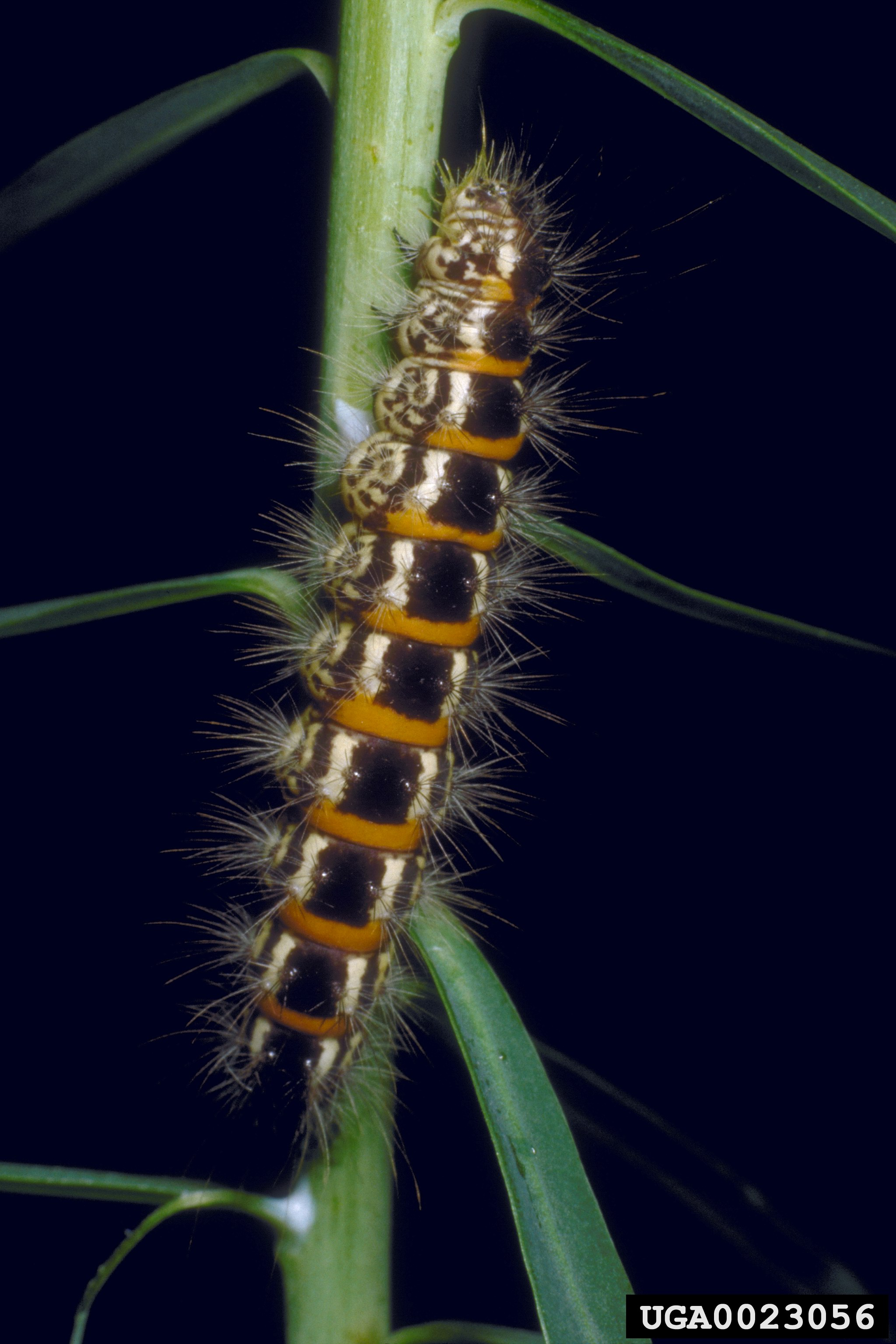
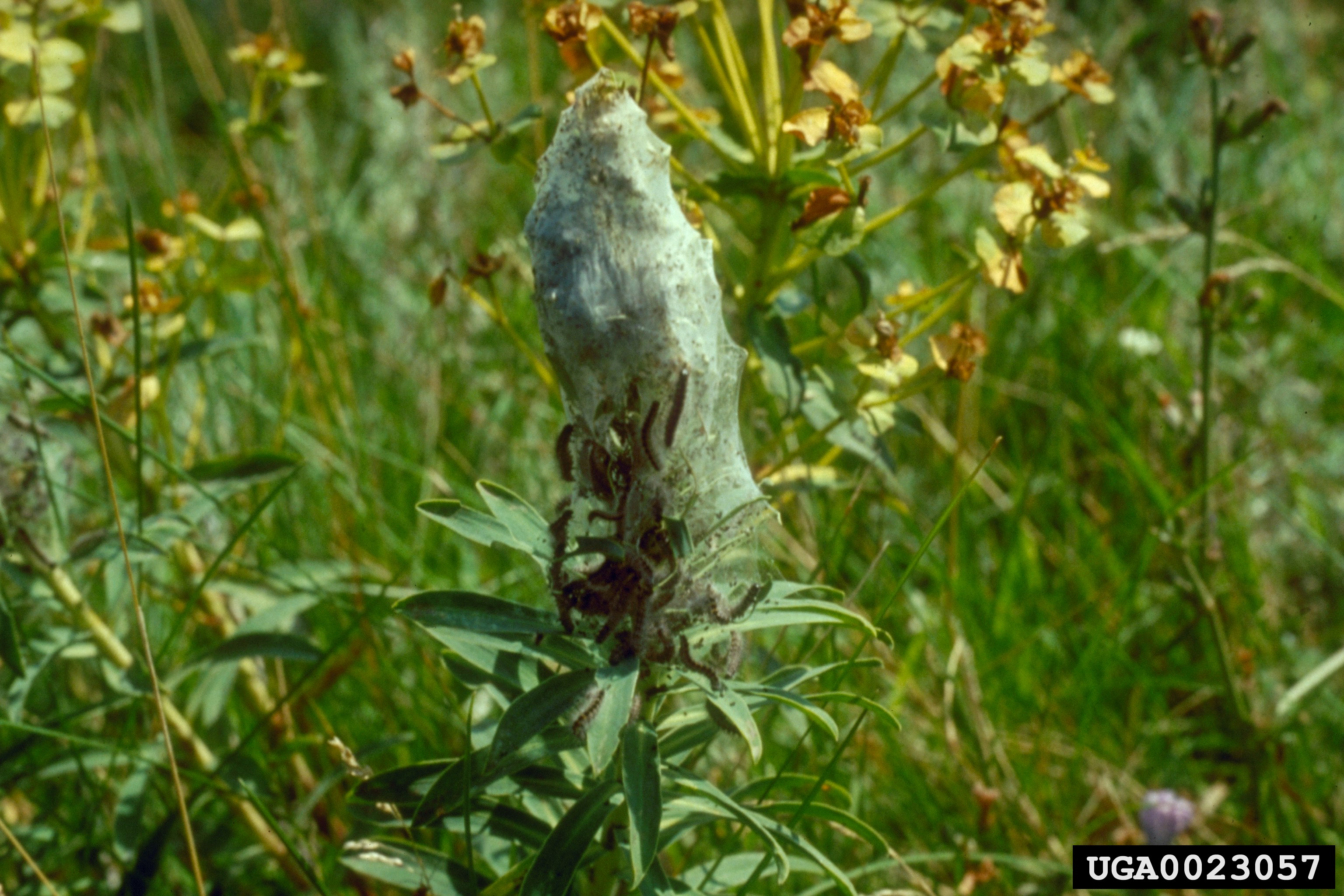